# Robert Browning

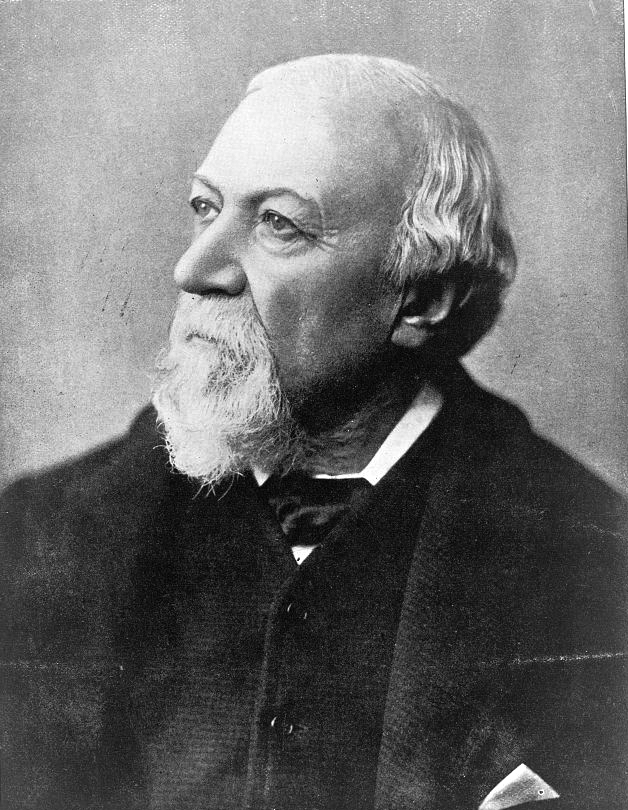
Robert Browning

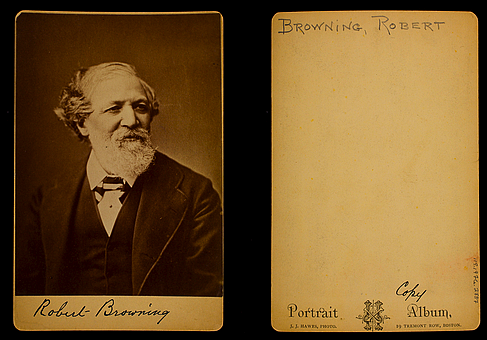
Robert Browning, Daguerreotypie von Southworth & Hawes

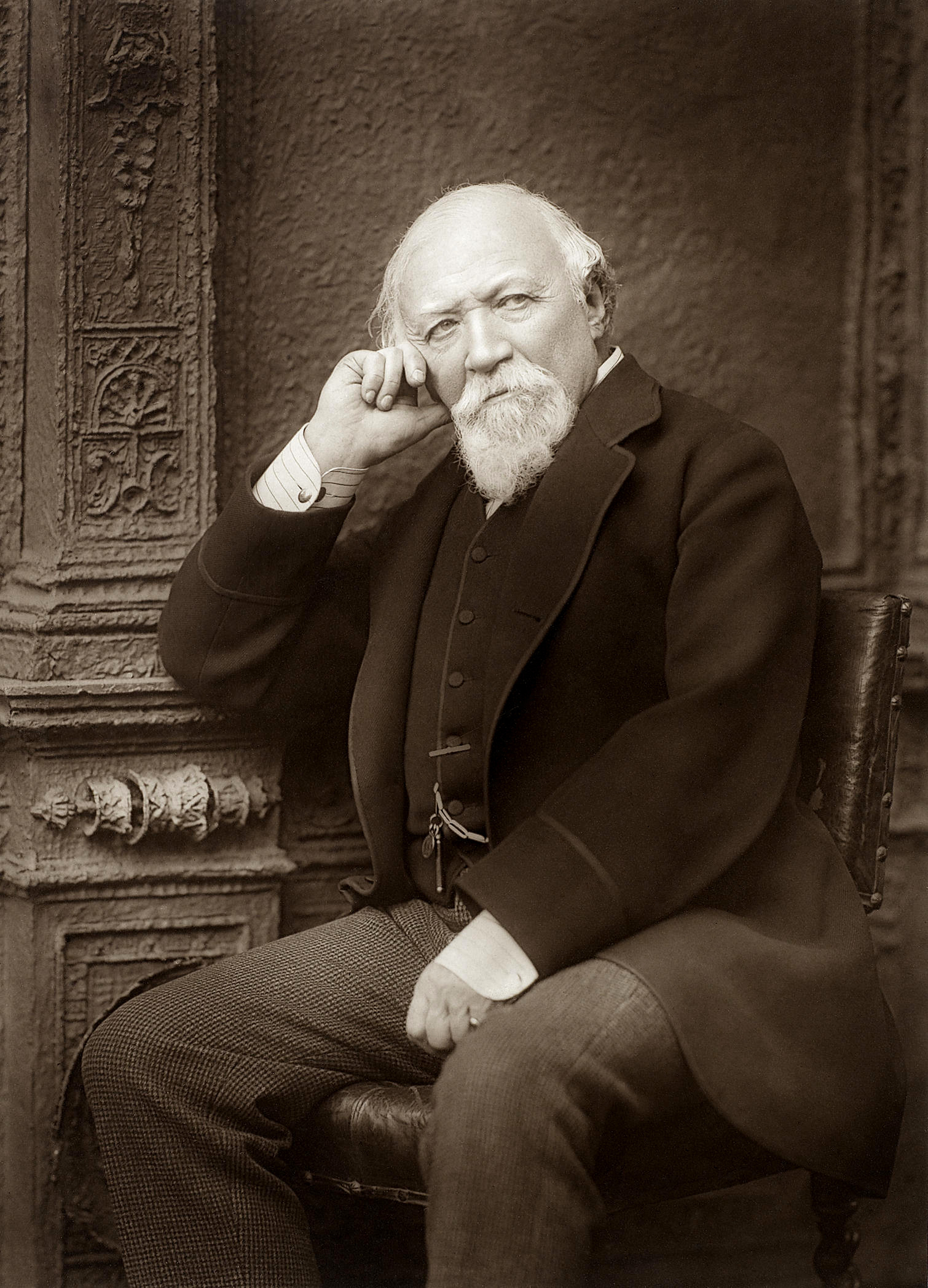
Browning auf einem Stuhl sitzend

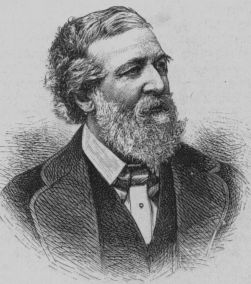
Gezeichnete Darstellung von Robert Browning

Robert Browning (* 7. Mai 1812 im Londoner Stadtteil Camberwell; † 12. Dezember 1889 in Venedig) war ein englischer Dichter und Dramatiker.

## Leben
Brownings Eltern waren Robert und Sarah Wiedemann Browning (ihrerseits Tochter eines deutschen Reeders und einer Schottin), er hatte eine Schwester namens Sarianna. Browning sr. nutzte sein recht hohes Einkommen als Bankangestellter zum Aufbau einer umfangreichen Privatbibliothek, in der sich zahlreiche seltene Bücher fanden –, eine Vorliebe, die Browning beeinflussen sollte.
Browning war ein hochbegabtes Kind: So beherrschte er schon im Alter von vierzehn Jahren das Französische, Italienische, Altgriechische und Latein. Bereits mit sechzehn besuchte er, wenn auch nur für kurze Zeit, die London University. Als junger Mann strebte er den Dichtern der englischen Romantik nach, wobei seine besondere Verehrung Shelley galt, den er in seinen Jugendwerken stark nachahmte.
1833 erschien anonym sein erstes langes Gedicht Pauline: A Fragment of a Confession mit finanzieller Unterstützung seiner Eltern. Von dem Werk wurde nach Brownings eigenen Angaben nicht ein einziges Exemplar verkauft. Pauline fand aber die Aufmerksamkeit von John Stuart Mill, der vor allem die „spasmodische Morbidität“ des Gedichts vermerkte. Später sollte sich Browning von diesem Frühwerk, das noch sehr stark dem Shelleyschen Konfessionalstil verpflichtet war, distanzieren. 1835 erschien das dramatische Gedicht Paracelsus, das in dialogischer Form die Hauptstationen im Leben des Alchimisten Paracelsus schildert. Anders als Pauline brachte ihm Paracelsus einen gewissen Erfolg und führte so zu ersten Kontakten mit der Londoner Literaturszene.
Mit seinem Blankversepos Sordello, das eine obskure Episode der mittelalterlichen Geschichte Oberitaliens dramatisiert – nämlich das Schicksal des Troubadours Sordello während des Krieges zwischen den Guelphen und den Ghibellinen – gelang es Browning, seinen Ruf als vielversprechender junger Autor mit einem Schlag zu ruinieren. Das Werk wurde allgemein als unlesbar betrachtet, von Tennyson ist das Zitat überliefert, er habe bis zur letzten Zeile nicht verstanden, ob Sordello nun eine Person oder eine Stadt sei.
Brownings fruchtbarste Schaffensphase begann 1841 mit der Publikation des dramatischen Gedichts Pippa Passes (das 1909 von D. W. Griffith verfilmt wurde) und dauerte an bis 1869, dem Erscheinungsjahr des letzten Bandes von The Ring and the Book. Zwischen 1842 und 1846 entstanden sechs Theaterstücke, von denen aber nur A Blot in the ‘Scutcheon’ kurzzeitig eine erfolglose Aufführung erlebte. Die wichtigsten Werke dieser Zeit sind die Lyrikbände Dramatic Lyrics (1842) und Dramatic Romances and Lyrics (1845), in denen Browning die Gattung des Dramatischen Monologs begründete, eine Form der Dichtung, in der das lyrische Ich durch eine fiktionalisierte, realistische Sprecherfigur verkörpert wird. In den beiden Bänden von 1842 und 1845 finden sich einige von Brownings bekanntesten Gedichten: My Last Duchess, Porphyria’s Lover, Count Gismond, The Pied Piper of Hamelin (deutsch: Der Rattenfänger von Hameln) (alle 1842); How They Brought The Good News From Ghent To Aix, The Bishop Orders his Tomb at St. Praxed’s Church, The Glove, The Lost Leader (alle 1845).
1845 begann auch Brownings Briefwechsel mit Elizabeth Barrett Browning, der schließlich 1846 zur Hochzeit der beiden führte. Da Elizabeths Vater die Ehe nicht billigte, setzen sich die beiden nach Italien ab, wo sie sich nach einem kurzen Aufenthalt in Pisa in Florenz niederließen. Dort wurde 1849 auch ihr Sohn Robert Wiedemann („Pen“) geboren. Während der 1850er Jahre veröffentlichten beide von Italien aus weiterhin in England, wobei die Werke von Brownings Ehefrau ein wesentlich stärkeres Echo fanden. Brownings eigene Werke stießen nur bei einem kleinen Rezipientenkreis auf Interesse – darunter allerdings die Präraffaeliten. Hauptwerk der italienischen Zeit ist Men and Women (1855), eine Sammlung von 51 Gedichten, darunter viele von Brownings bekanntesten und besten dramatischen Monologen (u. a. Fra Lippo Lippi, Andrea del Sarto, Cleon, A Toccata Hat of Galuppi’s, Bishop Blougram’s Apology, Childe Roland to the Dark Tower Came).
1861 starb Elizabeth Barrett Browning, und Browning kehrte mit seinem Sohn nach England zurück. 1864 erschien der Band Dramatis Personae, der in Gedichten wie Caliban upon Setebos und A Death in the Desert verstärkt zeitkritische Bezüge wie etwa die Kritik an der Bibel des Higher Criticism und die Evolutionsdebatte verarbeitete. Der Band entwickelte sich zu Brownings erstem kommerziellen Erfolg. Von 1868 bis 1869 erschien das lange Blankvers-Gedicht The Ring and the Book, das Brownings endgültigen Durchbruch bedeutete und sich so gut verkaufte, dass er von da an als freier Schriftsteller ohne materielle Sorgen leben konnte.
Von 1878 an hielt sich Browning immer wieder in Italien auf. In Asolo bewohnte er die Villa Scotti Pasini. Er starb 1889 im Haus seines Sohnes in Venedig und wurde in der Poets’ Corner der Westminster Abbey beigesetzt.

## Wirkung
Browning gehörte zu den Lieblingsdichtern des Polarforschers Ernest Shackleton. Eine Zeile von Brownings Gedicht The Statue and the Bust ist auf der Rückseite von Shackletons Grabstein verewigt: I hold … that a man should strive to the uttermost for his life’s set prize („Ich meine … ein Mann sollte bis aufs Äußerste nach dem rechten Preis seines Lebens streben“).
Brownings Gedicht Childe Roland to the Dark Tower Came stellt einen der Ausgangspunkte für Stephen Kings Saga Der Dunkle Turm dar; ebenso für den Roman Diamond Dogs (Diamanthunde) von Alastair Reynolds.

## Werke
Lyrik:
- Pauline: A Fragment of a Confession, 1833
- Paracelsus, 1835
- Sordello, 1840
- Bells and Pomegranates, No. I: Pippa Passes, 1841
- Bells and Pomegranates, No. III: Dramatic Lyrics, 1842
- Bells and Pomegranates, No. VII: Dramatic Romances and Lyrics, 1845
- Christmas-Eve and Easter-Day, 1850
- Men and Women, 1855
- Dramatis Personae, 1864
- The Ring and the Book, 1868–1869
- Balaustion’s Adventure, including a transcript from Euripides, 1871
- Prince Hohenstiel-Schwangau, Saviour of Society, 1871
- Fifine at the Fair, 1872
- Red Cotton Night-Cap Country, or Turf and Towers, 1873
- Aristophanes’ Apology, including a transcript from Euripides, being the Last Adventure of Balaustion, 1875
- The Inn Album, 1875
- Pachiarotto and How He Worked in a Distemper, 1876
- La Saisiaz and The Two Poets of Croisic, 1878
- Dramatic Idyls, 1879
- Dramatic Idyls, Second Series, 1880
- Jocoseria, 1883
- Ferishtah’s Fancies, 1884
- Parleyings with Certain People of Importance in their Day, 1887
- Asolando, 1889

Theater:
- Strafford, 1837
- Bells and Pomegranates, No. II: King Victor and King Charles, 1842
- Bells and Pomegranates, No. IV: The Return of the Druses, 1843
- Bells and Pomegranates, No. V: A Blot in the Scutcheon, 1843
- Bells and Pomegranates, No. VI: Colombe’s Birthday, 1844
- Bells and Pomegranates, No. VIII: Luria and A Soul’s Tragedy, 1846

Übersetzungen:
- The Agamemnon of Aeschylus, 1877

## Einflüsse
Gerhart Hauptmanns Drama Und Pippa tanzt (1906) ist eine freie Bearbeitung von Brownings Pippa Passes (siehe auch Alfred Kerrs Besprechung der Uraufführung).
Charles Ives komponierte 1908–1912 eine Robert Browning Ouvertüre für Orchester.
Stephen Kings Hauptwerk Der Dunkle Turm basiert lose auf Brownings Herr Roland kam zum finstern Turm.
Im Franchise um die Animeserie Neon Genesis Evangelion wird im Logo der Organisation NERV als Claim „God's In His Heaven... All's Right With The World“ aus Pippa Passes verwendet.